# Liste der Rechtsnormen der Bundesrepublik Deutschland/Protokolle
| A                    | |
| ABZusForstAbkPOLProt | Protokoll zum Abkommen zwischen der Bundesrepublik Deutschland und der Republik Polen über den Autobahnzusammenschluß sowie über den Bau und den Umbau einer Grenzbrücke im Raum Forst und Erlenholz (Olszyna) |
| AtHaftÜbkZProt       | Zusatzprotokoll zum Übereinkommen über die Haftung gegenüber Dritten auf dem Gebiet der Kernenergie |
| AtHaftÜbkZÜbkZProt   | Zusatzprotokoll zum Zusatzübereinkommen vom 31. Januar 1963 zum Pariser Übereinkommen vom 29. Juli 1960 über die Haftung gegenüber Dritten auf dem Gebiet der Kernenergie                                      |

| B                 | |
| BinSchAbkGEORProt | Protokoll zum Abkommen zwischen der Regierung der Bundesrepublik Deutschland und der Regierung der Republik Georgien über die Binnenschiffahrt |
| BodSeeSchÜbkZProt | Zusatzprotokoll zu dem Übereinkommen über die Schiffahrt auf dem Bodensee vom 1. Juni 1973                                                     |

| C       |                                                                                                 |
| CMRProt | Protokoll zum Übereinkommen über den Beförderungsvertrag im internationalen Straßengüterverkehr |

| D                 | |
| DBAÄndProt JPN 2  | Zweites Protokoll zur Änderung und Ergänzung des Abkommens zwischen der Bundesrepublik Deutschland und Japan zur Vermeidung der Doppelbesteuerung bei den Steuern von Einkommen und bei einigen anderen Steuern |
| DBAESTProt        | Protokoll zum Abkommen zwischen der Bundesrepublik Deutschland und der Republik Estland zur Vermeidung der Doppelbesteuerung auf dem Gebiet der Steuern vom Einkommen und vom Vermögen |
| DBALETProt        | Protokoll zum Abkommen zwischen der Bundesrepublik Deutschland und der Republik Lettland zur Vermeidung der Doppelbesteuerung auf dem Gebiet der Steuern vom Einkommen und vom Vermögen |
| DBAProt CHN       | Protokoll zum Abkommen zwischen der Bundesrepublik Deutschland und der Volksrepublik China zur Vermeidung der Doppelbesteuerung auf dem Gebiet der Steuern vom Einkommen und vom Vermögen |
| DBAProt KAZ       | Protokoll zum Abkommen vom 26. November 1997 zwischen der Bundesrepublik Deutschland und der Republik Kasachstan zur Vermeidung der Doppelbesteuerung auf dem Gebiet der Steuern vom Einkommen und vom Vermögen |
| DBAProt Taipeh    | Protokoll zum Abkommen zwischen dem Deutschen Institut in Taipeh und der Taipeh Vertretung in der Bundesrepublik Deutschland zur Vermeidung der Doppelbesteuerung und zur Verhinderung der Steuerverkürzung hinsichtlich der Steuern vom Einkommen und vom Vermögen unterzeichnet am 28. Dezember 2011 in Taipeh und am 19. Dezember 2011 in Berlin |
| DBAProt VerArabEm | Protokoll zur Verlängerung des Abkommens vom 9. April 1995 zwischen der Bundesrepublik Deutschland und den Vereinigten Arabischen Emiraten zur Vermeidung der Doppelbesteuerung auf dem Gebiet der Steuern vom Einkommen und vom Vermögen und zur Belebung der wirtschaftlichen Beziehungen                                                         |
| DBARevProt FRA    | Revisionsprotokoll zu dem am 21. Juli 1959 in Paris unterzeichneten Abkommen zwischen der Bundesrepublik Deutschland und der Französischen Republik zur Vermeidung der Doppelbesteuerungen und über gegenseitige Amts- und Rechtshilfe auf dem Gebiete der Steuern vom Einkommen und vom Vermögen sowie der Gewerbesteuern und der Grundsteuern     |
| DBARUSÄndProt     | Protokoll zur Änderung des Abkommens zwischen der Bundesrepublik Deutschland und der Russischen Föderation zur Vermeidung der Doppelbesteuerung auf dem Gebiet der Steuern vom Einkommen und vom Vermögen vom 29. Mai 1996 und des Protokolls hierzu vom 29. Mai 1996                                                                               |
| DBAVENProt        | Protokoll zum Abkommen zwischen der Bundesrepublik Deutschland und der Republik Venezuela zur Vermeidung der Doppelbesteuerung auf dem Gebiet der Steuern vom Einkommen und vom Vermögen |
| DBAVerArabEmProt  | Protokoll (zum Abkommen zwischen der Bundesrepublik Deutschland und den Vereinigten Arabischen Emiraten zur Vermeidung der Doppelbesteuerung auf dem Gebiet der Steuern vom Einkommen und vom Vermögen und zur Belebung der wirtschaftlichen Beziehungen)                                                                                           |
| DopingÜbkZProt    | Zusatzprotokoll zum Übereinkommen gegen Doping |

| E                           | |
| ECHVertrProt                | Energiechartaprotokoll über Energieeffizienz und damit verbundene Umweltaspekte |
| EGBefrProt                  | Protokoll über die Vorrechte und Befreiungen der Europäischen Gemeinschaften |
| EU-RhÜbkProt                | Protokoll – vom Rat gemäß Artikel 34 des Vertrags über die Europäische Union erstellt – zu dem Übereinkommen über die Rechtshilfe in Strafsachen zwischen den Mitgliedstaaten der Europäischen Union                                                    |
| EuAstroOrgVorRProt          | Protokoll über die Vorrechte und Immunitäten der Europäischen Organisation für Astronomische Forschung in der Südlichen Hemisphäre |
| EUMETSATProt                | Protokoll über die Vorrechte und Immunitäten der Europäischen Organisation für die Nutzung von meteorologischen Satelliten (EUMETSAT) |
| EuPatAnerkProt              | Protokoll über die gerichtliche Zuständigkeit und die Anerkennung von Entscheidungen über den Anspruch auf Erteilung eines europäischen Patents |
| EuPatAuslProt               | Protokoll über die Auslegung des Artikels 69 des Übereinkommens |
| EuPatVorrProt               | Protokoll über die Vorrechte und Immunitäten der europäischen Patentorganisation |
| EuPatZentProt               | Protokoll über die Zentralisierung des Europäischen Patentsystems und seine Einführung |
| EUROCONTROLÜbkÄndProt       | Protokoll zur Änderung des Internationalen Übereinkommens über Zusammenarbeit zur Sicherung der Luftfahrt „EUROCONTROL“ vom 13. Dezember 1960 |
| EUROCONTROLÜbkZProt         | Zusatzprotokoll zum Internationalen Übereinkommen über Zusammenarbeit zur Sicherung der Luftfahrt „EUROCONTROL“ |
| EuropolÜbkProt              | Protokoll aufgrund von Artikel 43 Absatz 1 des Übereinkommens über die Errichtung eines Europäischen Polizeiamts (Europol-Übereinkommen) zur Änderung dieses Übereinkommens                                                                             |
| EuSchulGrdProtZProt         | Zusatzprotokoll zum Protokoll vom 13. April 1962 über die Gründung Europäischer Schulen |
| EUTELSATVorRProt            | Protokoll über die Vorrechte und Immunitäten der Europäischen Fernmeldesatellitenorganisation (EUTELSAT) |
| EUTELSATVorRProtV           | Verordnung zu dem Protokoll vom 13. Februar 1987 über die Vorrechte und Immunitäten der Europäischen Fernmeldesatellitenorganisation EUTELSAT |
| EUVtrLissuaÜBestProtÄndProt | Protokoll zur Änderung des Protokolls über die Übergangsbestimmungen, das dem Vertrag über die Europäische Union, dem Vertrag über die Arbeitsweise der Europäischen Union und dem Vertrag zur Gründung der Europäischen Atomgemeinschaft beigefügt ist |

| F              | |
| FlüAbkProt     | Protokoll über die Rechtsstellung der Flüchtlinge                                                                               |
| FoltÜbkFakProt | Fakultativprotokoll zum Übereinkommen gegen Folter und andere grausame, unmenschliche oder erniedrigende Behandlung oder Strafe |

| G                       | |
| GenfRKAbkZProt I        | Zusatzprotokoll zu den Genfer Abkommen vom 12. August 1949 über den Schutz der Opfer internationaler bewaffneter Konflikte (Protokoll I) |
| GenfRKAbkZProt II       | Zusatzprotokoll zu den Genfer Abkommen vom 12. August 1949 über den Schutz der Opfer nicht internationaler bewaffneter Konflikte (Protokoll II) |
| GenfRKAbkZProt III      | Zusatzprotokoll zu den Genfer Abkommen vom 12. August 1949 über die Annahme eines zusätzlichen Schutzzeichens (Protokoll III) |
| GII081222               | Gesetz zu dem Fakultativprotokoll vom 25. Mai 2000 zum Übereinkommen über die Rechte des Kindes betreffend den Verkauf von Kindern, die Kinderprostitution und die Kinderpornographie |
| GrBerichtVtrNLD2ZusProt | Zusatzprotokoll zum Zweiten Vertrag zwischen der Bundesrepublik Deutschland und dem Königreich der Niederlande über Grenzberichtigungen (Zweiter Grenzberichtigungsvertrag) |
| GrenzgNLDZusProt3       | Drittes Zusatzprotokoll zum Abkommen vom 16. Juni 1959 zwischen der Bundesrepublik Deutschland und dem Königreich der Niederlande zur Vermeidung der Doppelbesteuerung auf dem Gebiete der Steuern vom Einkommen und vom Vermögen sowie verschiedener sonstiger Steuern und zur Regelung anderer Fragen auf steuerlichem Gebiete |

| I                       | |
| INMARSATVorRProt        | Protokoll über die Vorrechte und Immunitäten der Internationalen Seefunksatelliten-Organisation (INMARSAT) |
| INTELSATVorRProt        | Protokoll über Vorrechte, Befreiungen und Immunitäten der Internationalen Fernmeldesatellitenorganisationen INTELSAT |
| INTERSPUTNIKProt        | Protokoll über die Einbringung von Korrekturen in das Abkommen über die Schaffung des internationalen Systems und der Organisation für kosmische Fernmeldeverbindungen „INTERSPUTNIK“                                          |
| IntMeerSchÜbk1973Prot   | Protokoll von 1978 zu dem Internationalen Übereinkommen von 1973 zur Verhütung der Meeresverschmutzung durch Schiffe |
| IntMeerSchÜbk1973Prot 1 | Protokoll I (zu dem Internationalen Übereinkommen von 1973 zur Verhütung der Meeresverschmutzung durch Schiffe) Bestimmungen über Meldungen von Ereignissen in Verbindung mit Schadstoffen (nach Artikel 8 des Übereinkommens) |
| IntWarenBezÜbkÄndProt   | Änderungsprotokoll zum Internationalen Übereinkommen über das Harmonisierte System zur Bezeichnung und Codierung der Waren |
| IntZLuftAbkProt         | Protokoll zur Änderung des Abkommens über die internationale Zivilluftfahrt |

| K                  | |
| KultgSchKonvProt   | Protokoll (zu der Konvention zum Schutz von Kulturgut bei bewaffneten Konflikten vom 14. Mai 1954)   |
| KultgSchKonvProt 2 | Zweites Protokoll zur Haager Konvention von 1954 zum Schutz von Kulturgut bei bewaffneten Konflikten |
| KyotoProt          | Protokoll von Kyoto zum Rahmenübereinkommen der Vereinten Nationen über Klimaänderungen              |

| L               | |
| LuftRAbkÄndProt | Protokoll zur Änderung des Abkommens zur Vereinheitlichung von Regeln über die Beförderung im internationalen Luftverkehr unterzeichnet in Warschau am 12. Oktober 1929 |

| M                 | |
| MAbkMadridProt    | Protokoll zum Madrider Abkommen über die internationale Registrierung von Marken, angenommen in Madrid am 27. Juni 1989 |
| MAbkMadridProtÄnd | Protokoll zum Madrider Abkommen über die internationale Registrierung von Marken, angenommen in Madrid am 27. Juni 1989 |

| N                  | |
| NATOHQProt         | Protokoll über die Rechtsstellung der auf Grund des Nordatlantikvertrags errichteten internationalen militärischen Hauptquartiere |
| NATOZAbkUnterzProt | Unterzeichnungsprotokoll zum Zusatzabkommen                                                                                       |

| O             | |
| ÖlHaftÜbkProt | Protokoll zum Internationalen Übereinkommen von 1969 über die zivilrechtliche Haftung für Ölverschmutzungsschäden |

| P                        | |
| PersStdNamZProt          | Zusatzprotokoll zu dem am 4. September 1958 in Istanbul unterzeichneten Übereinkommen über den internationalen Austausch von Auskünften in Personenstandsangelegenheiten – angenommen am 7. September 1988 in Salzburg von der Generalversammlung der Internationalen Kommission für das Zivilstandswesen - |
| PfPTrStatZProt           | Zusatzprotokoll zu dem Übereinkommen vom 19. Juni 1995 zwischen den Vertragsstaaten des Nordatlantikvertrags und den anderen an der Partnerschaft für den Frieden teilnehmenden Staaten über die Rechtsstellung ihrer Truppen                                                                               |
| PostAnwÜbkVollzOSchlProt | Schlußprotokoll zur Vollzugsordnung zum Postanweisungsübereinkommen |
| PostPakAbk1984SchlProt   | Schlußprotokoll zum Postpaketabkommen |
| PostPakÜbkVollzOSchlProt | Schlußprotokoll zur Vollzugsordnung zum Postpaketübereinkommen |

| R                        | |
| RAuskÜbkZProt            | Zusatzprotokoll zum Europäischen Übereinkommen betreffend Auskünfte über ausländisches Recht                                                                                               |
| RheinfallVtrSchlProt CHE | Schlußprotokoll zum Vertrag zwischen der Bundesrepublik Deutschland und der Schweizerischen Eidgenossenschaft über die Bereinigung der Grenze im Abschnitt Konstanz-Neuhausen am Rheinfall |
| RheinSchUO1994Prot 19    | Protokoll 19 – Bestimmungen in der Rheinschiffsuntersuchungsordnung für die Begrenzung von Abgasemissionen aus Dieselmotoren in der Rheinschifffahrt (1999-II-16)                          |

| S                           | |
| SchadRegProt                | Protokoll über Schadstofffreisetzungs- und -verbringungsregister |
| SchÜbkDÜbkProt              | Protokoll zu dem Übereinkommen zur Durchführung des Übereinkommens von Schengen vom 14. Juni 1985 zwischen den Regierungen der Staaten der Benelux-Wirtschaftsunion, der Bundesrepublik Deutschland und der Französischen Republik betreffend den schrittweisen Abbau der Kontrollen an den gemeinsamen Grenzen |
| SeeSchIntÜbk1974Prot        | Protokoll von 1978 zu dem Internationalen Übereinkommen von 1974 zum Schutz des menschlichen Lebens auf See |
| SeeVerschmProt              | Protokoll von 1973 über Maßnahmen auf Hoher See bei Fällen von Verschmutzung durch andere Stoffe als Öl |
| SozSichAbk1985SchlProt CAN  | Schlußprotokoll zum Abkommen zwischen der Bundesrepublik Deutschland und Kanada über Soziale Sicherheit |
| SozSichAbkAUSErgAbkSchlProt | Schlussprotokoll zum Ergänzungsabkommen zwischen der Bundesrepublik Deutschland und Australien über die Soziale Sicherheit von vorübergehend im Hoheitsgebiet des anderen Staates beschäftigten Personen |
| SozSichAbkSchlProt BEL      | Schlußprotokoll zu dem Allgemeinen Abkommen vom 7. Dezember 1957 zwischen der Bundesrepublik Deutschland und dem Königreich Belgien über Soziale Sicherheit |
| SozSichAbkSchlProt FIN      | Schlußprotokoll zum Abkommen zwischen der Bundesrepublik Deutschland und der Republik Finnland über Soziale Sicherheit |
| SozSichAbkSchlProt MAR      | Schlußprotokoll zum Abkommen zwischen der Bundesrepublik Deutschland und dem Königreich Marokko über Soziale Sicherheit |
| SozSichAbkSchlProt SWE      | Schlußprotokoll zum Abkommen zwischen der Bundesrepublik Deutschland und dem Königreich Schweden über Soziale Sicherheit |
| SozSichAbkuaZProt BEL       | Zusatzprotokoll zum Allgemeinen Abkommen zwischen der Bundesrepublik Deutschland und dem Königreich Belgien über Soziale Sicherheit vom 7. Dezember 1957, zur Dritten Zusatzvereinbarung und zum Schlußprotokoll zu dem Allgemeinen Abkommen vom 7. Dezember 1957                                               |
| SozSichAbkZProt PRT         | Zusatzprotokoll zum Abkommen zwischen der Bundesrepublik Deutschland und der Portugiesischen Republik über Soziale Sicherheit |
| SozSichAbkZProt TUN         | Zusatzprotokoll zu dem Abkommen vom 16. April 1984 zwischen der Bundesrepublik Deutschland und der Tunesischen Republik über Soziale Sicherheit |
| SozSichRVbgSchlProt CAN     | Schlußprotokoll zur Vereinbarung zwischen der Regierung der Bundesrepublik Deutschland und der Regierung von Quebec über Soziale Sicherheit |
| StrZusGubenAbkPOLProt       | Protokoll zum Abkommen zwischen der Bundesrepublik Deutschland und der Republik Polen über den Zusammenschluß der deutschen Bundesstraße B 97 und der polnischen Landesstraße 274 sowie über den Bau einer Grenzbrücke im Raum Guben und Gubinek                                                                |
| SuchtstÜbkÄndProt           | Protokoll zur Änderung des Einheits-Übereinkommens von 1961 über Suchtstoffe |
| SVAbkSchlProt ITA           | Schlußprotokoll zu dem Abkommen zwischen der Bundesrepublik Deutschland und der Italienischen Republik über Sozialversicherung |

| U                    | |
| UNSekrSitzAbkÄndProt | Protokoll zur Änderung des Abkommens zwischen der Regierung der Bundesrepublik Deutschland, den Vereinten Nationen und dem Sekretariat des Rahmenübereinkommens der Vereinten Nationen über Klimaänderungen über den Sitz des Sekretariats des Übereinkommens |

| V                  | |
| VermRglAbkCOLZProt | Zusatzprotokoll zum Abkommen zwischen der Bundesrepublik Deutschland und der Republik Kolumbien über deutsche Vermögenswerte in Kolumbien                                                                             |
| VollstrZustÜbkProt | Protokoll betreffend die Auslegung des Übereinkommens vom 27. September 1968 über die gerichtliche Zuständigkeit und die Vollstreckung gerichtlicher Entscheidungen in Zivil- und Handelssachen durch den Gerichtshof |

| W                          |                                                          |
| WPostVSaZProt 3            | Drittes Zusatzprotokoll zur Satzung des Weltpostvereins  |
| WPostVSaZProt 6            | Sechstes Zusatzprotokoll zur Satzung des Weltpostvereins |
| WPostVtr1994VollzOSchlProt | Schlußprotokoll zur Vollzugsordnung zum Weltpostvertrag  |
| WPostVtr1999SchlProt       | Schlussprotokoll zum Weltpostvertrag                     |

| Z             | |
| ZISÜbkAktProt | Protokoll gemäß Artikel 34 des Vertrags über die Europäische Union zur Änderung des Übereinkommens über den Einsatz der Informationstechnologie im Zollbereich hinsichtlich der Einrichtung eines Aktennachweissystems für Zollzwecke |